# Совинский, Леонард
Леонард Совинский (пол. Leonard Sowiński, 7 ноября 1831, с. Березна Литинского уезда Подольской губернии (ныне Хмельницкого района Винницкой области — 23 декабря 1887, с. Стетковцы (ныне Чудновского района, Житомирской области, Украины) — польский писатель, поэт, переводчик, выдающийся историк литературы. Активный деятель национально-освободительного движения. Представитель украинской школы в польской литературе.

## Биография
Сын польского шляхтича и южнорусской православной крестьянки. Получил домашнее образование, затем поступил в Меджибожское дворянское училище.
В 1851 окончил историко-филологический факультет Киевского университета св. Владимира, поступил на медицинский факультет, но курс не окончил. В 1855 отправился в путешествие по странам Западной Европы, где пробыл до 1857 года.
В 1858—1862 жил на Подолье и в Киеве. Был сотрудником «Виленского курьера».
За участие в руководстве национально-патриотических студенческих организаций с 1862—1868 находился в ссылке в Курской губернии, в 1868 уехал за границу, позже жил в Варшаве, где занимался журналистикой.
Тяготы жизни и склонность к алкоголизму подорвали его здоровье. Умер в декабре 1887 года.

## Творчество
Лирик и романист, историк литературы и критик, поэт и переводчик, Совинский оставил заметный след в польской литературе.
Он автор драмы «На Украине» («Na Ukrainie») (1873, о событиях во время январского восстания в Польше в 1863 году), трудов «Изучение современной украинской литературы» («Studja nad ukraińską literaturą dzisiejszą», 1860), «Тарас Шевченко» («Taras Szewczenko», 1861) с приложением перевода поэмы «Гайдамаки», пятитомника «Зарисовки из истории польской литературы» («Rysowi dziejów literatury polskiej», 1874—1878), книги «Школьные воспоминания» («Wspomnienia szkolne» , 1885), где дана картина школьных порядков в учебных заведениях Юго-западного края в 1838—1845 гг. и др.

## Избранные произведения
- «Widziadła» — цикл сонетов (Киев, 1859);
- «Z życia» — фрагменты поэмы (Киев, 1861);
- «Petro» — эпическая поэма;
- «Na Ukrainie» — драма (Познань, 1857);
- «Na rozstajnych drogach» — повесть (1871);
- «Satyra»;
- «Madona Rafaela» ;
- «Poezje» — стихи в 2-х томах (1871);
- «Satyra» — поэма (1859, издано в 1871);
- «О zmroku» (Варшава, 1885);
- «Szkolne wspomnienia» (1885) и др.

Перевел поэму Шевченко «Наймичка» и другие произведения поэта.

## Источник
Совинский, Леонард // Энциклопедический словарь Брокгауза и Ефрона : в 86 т. (82 т. и 4 доп.). — СПб., 1890—1907.